# Rhipsalis cereoides
A Rhipsalis cereoides egy termesztésben nagyon ritkán megtalálható esőerdei epifita kaktusz

## Jellemzői
Megjelenésében kis Hylocereusra emlékeztető növény, több-kevesebb léggyökérrel, szára háromszög keresztmetszetű, 100–150 mm hosszú hajtásai még elegendően erősek a felegyenesedett növekedési forma kialakításához. Hajtásszegmensei nagyon ritkán 4-élűek is lehetnek, vastagságuk 17 mm. Areolái kicsik, tövisei gyengén fejlettek, számuk 2-4 lehet. Virágai 3-4-es csoportokat képeznek, 20 mm hosszúak, szélesre nyílnak, szirmai konvexek. Termése gömbölyű, kezdetben olíva zöld majd vöröses-áttetszővé válik. Magjai sötétbarnák, termésenként számos fejlődik.

## Elterjedése
Brazília: Espirito Santo és Rio de Janeiro államok. Epilitikus a gneisz szigethegyeken a tengerszinttől 900 m tengerszint feletti magasságig.

## Rokonsági viszonyai
A Phyllarthrorhipsalis subgenus tagja. Castellanos megfigyelt átmeneti karaktereket hordozó egyedeket is közte és a Rhipsalis pachyptera faj között.